# Carnate
Carnate is een gemeente in de Italiaanse provincie Monza e Brianza (regio Lombardije) en telt 7486 inwoners (31-12-2004). De oppervlakte bedraagt 3,5 km², de bevolkingsdichtheid is 2434 inwoners per km².

## Demografie
Carnate telt ongeveer 2972 huishoudens. Het aantal inwoners steeg in de periode 1991-2001 met 5,5% volgens cijfers uit de tienjaarlijkse volkstellingen van ISTAT.
| Jaar | Inwoneraantal |
| ---- | ------------- |
| 1991 | 6951          |
| 2001 | 7335          |

## Geografie
Carnate grenst aan de volgende gemeenten: Osnago (LC), Lomagna (LC), Ronco Briantino, Usmate Velate, Bernareggio, Vimercate.